# 비법 대공개
《비법 대공개》는 SBS TV에서 방송된 시사교양 프로그램이다.

## 개요
- 다양한 분야의 리얼리티한 정보와 함께 타고난 감각과 오랜 숙련으로 쌓아온 그들만의 비법을 생동감 있게 전달하는 버라이어티 프로그램